# Ping An International Finance Centre
Ping An International Finance Centre je 115patrový mrakodrap ve městě Šen-čen v provincii Kuang-tung v Číně. Navrhla ho americká architektonická firma Kohn Pedersen Fox Associates. Výstavba začala v roce 2010, stavba dosáhla vrcholu v roce 2015 a o dva roky později byla budova kompletně hotová. Uvnitř se nachází 80 výtahů, 33 z nich je dvoupatrových.